# Terence Chim
Terence Chim (chinesisch 詹喬壹 / 詹乔壹, Pinyin Zhān Qiáoyī, Jyutping Zim1 Kiu4jat4; * 13. November 1982) ist ein Hongkonger Eishockeyspieler.

## Karriere
Terence Chim nahm für die Eishockeynationalmannschaft von Hongkong an den Winter-Asienspielen 2007 teil. Zudem stand er in den Jahren 2008, 2010 und 2011 im Aufgebot seines Landes beim IIHF Challenge Cup of Asia. Mit Hongkong gewann er 2008 die Bronze- sowie 2011 die Goldmedaille beim IIHF Challenge Cup of Asia.

## Erfolge und Auszeichnungen
- 2008 Bronzemedaille beim IIHF Challenge Cup of Asia
- 2011 Goldmedaille beim IIHF Challenge Cup of Asia